# Kamenica (kanton dziesiąty)
Kamenica – wieś w Bośni i Hercegowinie, w Federacji Bośni i Hercegowiny, w kantonie dziesiątym, w gminie Drvar. W 2013 roku liczyła 42 mieszkańców, z czego większość stanowili Serbowie.